# Giuseppe Patanè
Giuseppe Patanè   (Nàpols, 1 de gener de 1932 - Múnic, 30 de maig de 1989) va ser un director d'orquestra italià.

## Biografia
Giuseppe Patanè va néixer a la Campània italiana i era fill del director d'orquestra Franco Patanè (1908-1968) i va estudiar a la seva ciutat natal. Hi va debutar l'any 1951 al Teatre Mercadante. De 1961 a 1962 va ser director principal de l'Òpera de Linz, després fins a 1968 director de la "Deutsche Oper Berlin". Altres emissions eren debuts a La Scala de Milà (1969), al Covent Garden de Londres (1973) i al Met de Nova York (1978). També va treballar com a director musical de l'"Arena di Verona" (1983), com a director en cap de l'Orquestra Simfònica Americana (1982-1984) i com a director titular del Teatre Nacional de Mannheim i de l'Orquestra de la Ràdio de Múnic (1988-1989).
Entre 1962 i 1983, Patanè va dirigir un total de 128 representacions a l'Òpera Estatal de Viena, incloent 14 vegades Il barbiere di Siviglia de Rossini, 13 vegades Lucia di Lammermoor de Donizetti i 12 vegades Rigoletto de Verdi. La llista de les seves direccions a Viena inclou principalment obres del repertori italià, però també Carmen i dues obres de Wagner, Der fliegende Holländer i Lohengrin. Aquesta darrera òpera es va interpretar amb un repartiment de luxe, amb James King i Hannelore Bode en el paper principal i com Elsa, Ruth Hesse i Hans Günter Nöcker com Ortrud i Friedrich von Telramund i Kurt Moll com Heinrich der Vogler.
Patanè es va desmaiar sobtadament el 29 de maig de 1989 d'un atac de cor durant una representació dIl barbiere di Siviglia de Gioacchino Rossini a l'Òpera Estatal de Baviera de Múnic. Va ser traslladat a l'hospital, on va morir a primera hora de l'endemà. Ell i la seva dona Rita, de qui estava separat en el moment de la seva mort, van tenir dues filles.

## Discografia (enregistraments publicats pòstumament en part
- 1974 Verdi: La traviata – Eterna
- 1986 Umberto Giordano: Fedora – CBS Records
- 1987 Giacomo Puccini: Il tabarro – Eurodisc
- 1987 Umberto Giordano: Andrea Chénier – CBS Records
- 1988 Puccini: Gianni Schicchi – Eurodisc
- 1988 Puccini: Suor Angelica – Eurodisc
- 1993 Gaetano Donizetti: Lucia di Lammermoor (Highlights) – Corona Classic Collection
- 1993 Rossini: Il Barbiere di Siviglia – London
- 1993 Giuseppe Verdi: La forza del destino (Excerpts) – Berlin Classics
- 1993 Verdi: La traviata – Orfeo
- 1993 Verdi: La traviata (Highlights) – Berlin Classics
- 1995 Donizetti: Lucia di Lammermoor – Curb
- 1996 Verdi: Simon Boccanegra – Hungaroton

| - 1998 Verdi: Aïda (Secció transversal d'òpera en alemany) – Berlin Classics - 1998 Georges Bizet: Carmen (Secció transversal d'òpera en alemany) – Berlin Classics - 1998 Verdi: La forza del destino – Myto Records - 2001 Verdi: Don Carlo (Großer Querschnitt in deutscher Sprache) – EMI Music Distribution - 2003 Donizetti: Maria Stuarda – Philips - 2004 Mascagni: Iris - 2005 Vincenzo Bellini: I Capuleti e i Montecchi – Gala Records - Bellini: I Capuleti e i Montecchi – EMI Music Distribution - Amilcare Ponchielli: La Gioconda – Myto Records - Puccini: Madame Butterfly – Hungaroton - Verdi: Un ballo in maschera – GAO - Verdi: La traviata – Madacy - Verdi: Missa de Rèquiem – Berlin Classics |